# Лінь Лі (плавчиня)
Лінь Лі (9 жовтня 1970) — китайська плавчиня.
Олімпійська чемпіонка 1992 року, призерка 1996 року, учасниця 1988 року.
Чемпіонка світу з водних видів спорту 1991 року.
Переможниця Пантихоокеанського чемпіонату з плавання 1989 року, призерка 1991 року.
Переможниця літньої Універсіади 1991 року.